# Sarah Monette

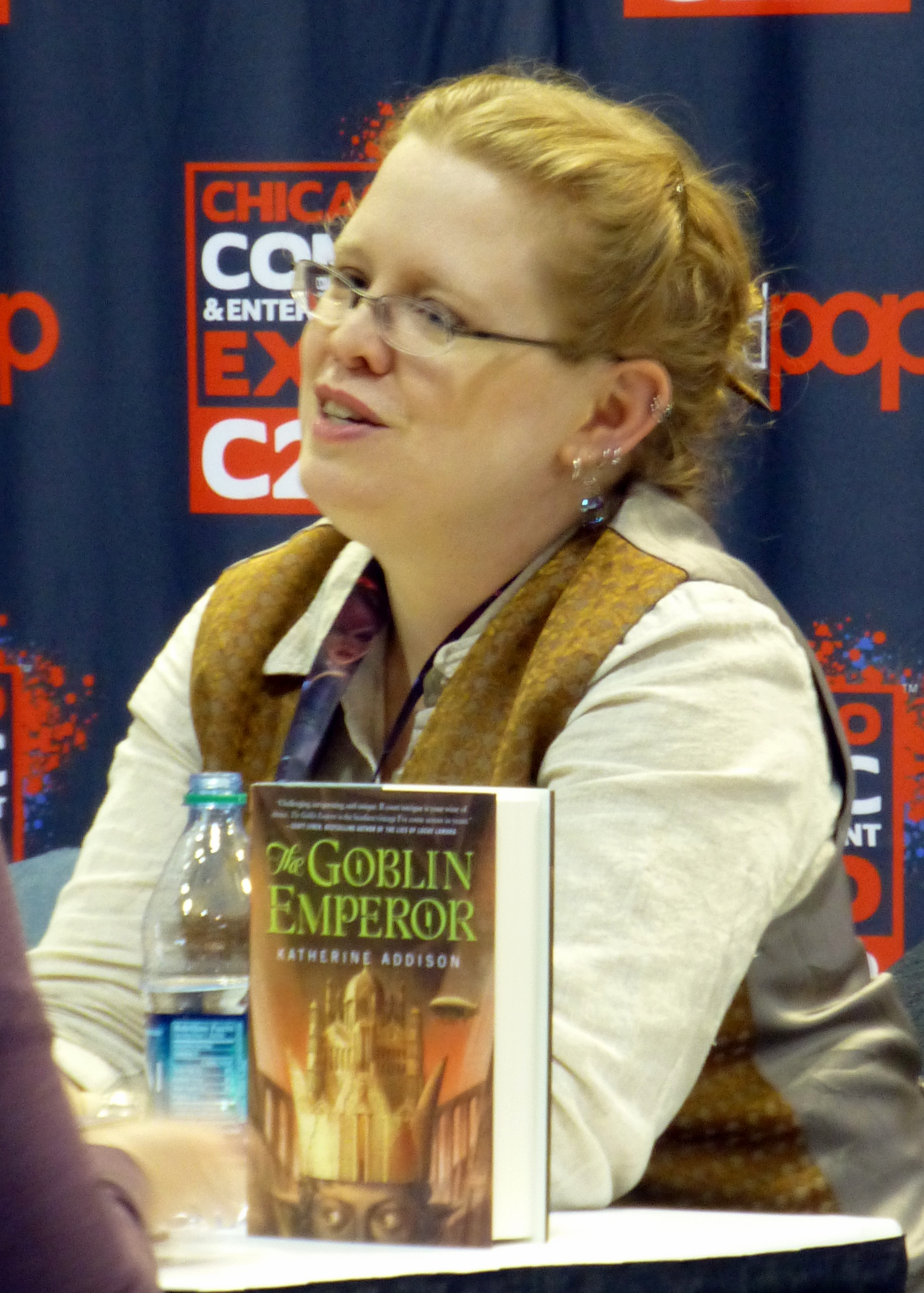
Sarah Monette (2014)

Sarah Monette (* 25. November 1974 in Oak Ridge, Tennessee) ist eine US-amerikanische Autorin. Sie veröffentlicht auch unter dem Namen Katherine Addison.

## Leben
Nach ihrer Schulzeit studierte Monette und erreichte einen PhD in Anglistik. Ihre Dissertation hatte Geister in der englischen Renaissance-Tragödie zum Thema. Monette unterrichtet gegenwärtig einen Literaturkurs und lebt in Wisconsin.
Ihr erster Fantasy-Roman Mélusine wurde im August 2005 vom Verlag Ace Books veröffentlicht und erhielt eine Kritik in dem Magazin Publishers Weekly. Es folgte die Fortsetzung The Virtu im Juli 2006. Des Weiteren schrieb sie mehrere Kurzgeschichten.
Ihr Roman The Goblin Emperor erschien 2014 unter dem Pseudonym Katherine Addison. Er wurde mit dem Locus Award für den besten Fantasy-Roman ausgezeichnet und war außerdem für die Nebula, Hugo und World Fantasy Awards nominiert.

## Werke (Auswahl)

### Romane
- The Doctrine of Labyrinths, Fantasyserie
  - Mélusine (Ace Books, 2005)
  - The Virtu (Ace Books, 2006)
  - The Mirador (Ace Books, 2007)
  - Corambis (Ace Books, 2009)

Weitere Romane
- A Companion to Wolves (gemeinsam mit Elizabeth Bear), Tor Books, Oktober 2007
- Der Winterkaiser, Fischer Tor, Oktober 2017, The Goblin Emperor (Tor Books, 2014)

### Kurzgeschichten
- "Amante Dorée", Paradox Magazine, Winter 2006
- "Ashes, Ashes", All Hallows: The Journal of the Ghost Story Society
- "The Bone Key", SAY... What's the Combination?, Mai 2007
- "Boojum" (gemeinsam mit Elizabeth Bear), Fast Ships, Black Sails, Jeff und Ann VanderMeer, Night Shade Books
- "Bringing Helena Back", All Hallows: The Journal of the Ghost Story Society, Februar 2004
- Strange Horizons[6], August 2006
- "Drowning Palmer" All Hallows: The Journal of the Ghost Story Society, Februar 2006
- "Elegy for a Demon Lover" Tales of the Unanticipated, Oktober 2005
- "A Gift of Wings" The Queen in Winter Ace Books, 2006
- "The Green Glass Paperweight" Tales of the Unanticipated, August 2004
- "The Half-Sister" Lady Churchill's Rosebud Wristlet, Januar 2005
- "The Ile of Dogges" (gemeinsam mit Elizabeth Bear), Aeon, Mai 2006
- "The Inheritance of Barnabas Wilcox" Lovecraft's Weird Mysteries, Mai 2004
- "Katabasis: Seraphic Trains" Tales of the Unanticipated, 2006
- "Letter from a Teddy Bear on Veterans' Day"[7] Ideomancer, September 2006
- "A Light in Troy"[8] Clarkesworld Magazine, Oktober 2006
- "Listening to Bone" The Bone Key, Prime Books, 2007
- "National Geographic On Assignment: Mermaids of the Old West." Fictitious Force, Frühjahr 2006
- "A Night in Electric Squidland"[9] Lone Star Stories, Juni 2006
- "No Man's Land" Fictitious Force
- "Queen of Swords"[10] Alienskin Magazine, November 2003
- "The Replacement" The Willows Magazine, Oktober 2008
- "The Séance at Chisholm End" Alchemy Magazine, Mai 2006
- "Sidhe Tigers" Lady Churchill's Rosebud Wristlet, November 2003
- "Somewhere Beneath Those Waves Was Her Home" Fantasy Magazine, 2007
- Strange Horizons[11], Juni 2004
- "Three Letters from the Queen of Elfland" Lady Churchill's Rosebud Wristlet, November 2002

## Auszeichnungen
- 2003: Gaylactic Spectrum Award: Three Letters from the Queen of Elfland
- 2015: Locus Award, The Goblin Emperor als bester Fantasy-Roman